# Mariam El-Masri
Mariam El-Masri (* 20. Juni 1991 in Scarborough, Ontario) ist eine kanadische Fußballspielerin tunesisch-guyanischer Herkunft.

## Leben
Mariam El-Masri wurde als Tochter eines tunesischen Vaters und einer Mutter aus Guyana im kanadischen Scarborough in der Provinz Ontario geboren. Ihre beiden älteren Brüder spielen ebenfalls aktiv Fußball. Mariams ältester Bruder Sherif El-Masri, spielt seit 2009 in Singapur und ist ehemaliger kanadischer U-23-Fußballnationalspieler. Sie besuchte von 2005 bis 2008 das Wexford Collegiate Institute und anschließend von 2010 bis 2012 das Centennial Collegiate. Der älteste Bruder Selim war zwischen 2001 und 2008 aktiver Wasserpolo-Spieler, bevor er 2008 in Waterloo, Ontario in der Kitchener and District Soccer League ebenfalls aktiv Fußball spielte.

## Fußballkarriere

### Verein
El-Masri begann im Alter von vier Jahren bei den Wexford Jaguars mit dem Fußballspielen. In der Winterpause 2010 entschied sie sich für einen Wechsel in die Ontario Women Soccer Indoor League und spielte für den GS United Soccer Club. Anschließend schrieb sie sich im Herbst 2011 am Centennial College in Toronto ein und spielte für deren Centennial Colts Women's Soccer Team. In dieser Zeit spielte El-Masri in den Semesterferien zwei Jahre für den Ontario-Women Soccer-League-Verein Gursikh Sabha United, wo sie sich in der Saison 2012 den Meisterschaftstitel der OWSL sichern konnte. Im März 2013 siedelte sie nach Dänemark über und spielte mit einer Sonderspielgenehmigung einige Reservespiele für die BK 1921 Nykøbing Falster. Sie entwickelte sich in der Testphase zur Leistungsträgerin und erzielte Ende März gegen die Reserve von BK Skjold ihr erstes Tor. Diese gute Leistung brachte der Guyanischen Fußballnationalspielerin am 5. April 2013 ihren ersten Profi-Vertrag in der dänischen 1. Division für die Seniorenmannschaft des Boldklubben 1921 Nykøbing Falster. Im Sommer 2014 kehrte sie nach Kanada zurück und gehört seither dem Women Soccer-Team der Seneca Stings an, dem Athletic Team des Seneca College's., wo sie im Herbst in das OCAA Women's Soccer League All-Stars berufen wurde.

### Nationalmannschaft
El-Masri ist seit 2010 Nationalspielerin für Guyana und spielte bislang in zehn offiziellen FIFA-Länderspielen für die Guyanische Fußballnationalmannschaft der Frauen.

## Erfolge
- 2012: Ontario Women Soccer League
- 2012: OCAA All Star Team[16]